# هافبریک استودیوز
هافبریک استودیوز (انگلیسی: Halfbrick Studios) شرکت بازی ویدئویی استرالیایی است، که در سال ۲۰۰۱ تأسیس شد.